# Coronel João Pessoa
Coronel João Pessoa là một đô thị thuộc bang Rio Grande do Norte, Brasil. Đô thị này có diện tích 117,14 km², dân số năm 2007 là 4687 người, mật độ 40 người/km².